# Johann Witik
Johann Witik (* vor 1408; † 1447 in Lübeck) war Ratsherr der Hansestadt Lübeck.

## Leben
Der Kaufmann Johann Witik wurde in der Zeit der bürgerlichen Unruhen in Lübeck zu Anfang des 15. Jahrhunderts nach der Vertreibung des Alten Rats 1408 in einer Nachwahl 1413 in den Neuen Rat gewählt und gehörte diesem bis zur Rückkehr des Alten Rates 1416 an. In Testamenten Lübecker Bürger wird er mehrfach als Urkundszeuge und als Vormund aufgeführt.
Witik hatte 1407 in der Großen Petersgrube einen freien Bauplatz erworben und diesen bebaut. Dieses Haus bewohnte er bis zu seinem Tode. Johann Witik war in erster Ehe mit Gertrud Witik und in zweiter Ehe mit Wobbeke Witik († 1490) verheiratet. Er wurde mit beiden Ehefrauen unter einer gemeinsamen Grabplatte in der Petrikirche bestattet. Die Grabplatte mit Inschrift ist im Schrifttum beschrieben, aber nicht erhalten. Er war der Vater des Lübecker Bürgermeisters Bertold Witig.